# فيضانات كوريا الجنوبية 2022
فيضانات كوريا الجنوبية 2022 في 8 أغسطس 2022 ضربت فيضانات واسعة النطاق العاصمة الكورية الجنوبية سيول والمناطق المحيطة بها. وسبقته أعلى هطول للأمطار منذ 80 عامًا. تضرر 2800 مبنى وقتل 9 أشخاص على الأقل. أصبح 163 شخصًا في سيول بلا مأوى. تم إصدار تحذيرات من الانهيارات الأرضية من قبل 50 مدينة وبلدة. كان انقطاع التيار الكهربائي منتشرًا على نطاق واسع في البلاد. حذر الرئيس يون سوك يول الجمهور من هطول المزيد من الأمطار. كان أعلى معدل هطول للأمطار 17 بوصة (43 سم) في منطقة دونغجاك في سيول.

## معدل الأمطار
بسبب ارتفاع درجة الحرارة والرطوبة المرتفعة الضغط المرتفع (جدار الهواء) في شمال المحيط الهادئ الناتج عن منطقة الضغط المنخفض الاستوائية التي تشكلت بسبب اختفاء إعصار سونغدا، نزل تيار هواء بارد وجاف من الشمال وتشكل جبهة ركود في المنطقة الوسطى مسببة هطول أمطار غزيرة في المنطقة الوسطى، ومن ناحية أخرى حدثت موجة حر في الجنوب. من الصعب تأكيد ما إذا كان مرتبطًا بتغير المناخ أو ما إذا كان نمط هطول الأمطار في الصيف قد تغير.
توقعت إدارة الأرصاد الجوية الكورية في إشعار التنبؤات يوم الثالث المعلن في الساعة 16:00 يوم 7 أغسطس، أن تمطر بقوة شديدة مع هبوب رياح في المنطقة الوسطى من شبه الجزيرة الكورية خاصة شمال جولابوك دو وشمال كيونج سانج بوك دو حتى الثامن والتاسع من الشهر. هطلت أمطار غزيرة من 50 إلى 80 ملم في الساعة من الثامن إلى التاسع من الشهر، وكانت المنطقة الحضرية ومناطق جانجون الداخلية والجبلية ومقاطعات البحر الغربي أكثر المناطق المتضرره بمجموع 100 إلى 200 ملم وبحد أقصى 300 ملم أو أكثر، وكان من المتوقع أن يسقط ما مجموعه 5-30 ملم في شمال جولا بوك دو.

## الاستجابة
تبرع العديد من المشاهير بالمال للمساعدة في جهود الإغاثة من خلال جمعية جسر الأمل الكوري للإغاثة من الكوارث وصندوق مجتمع سيول الكوري (فاكهة سيول الكورية) بما في ذلك.

## ردود الفعل

### الحكومة المركزية
بعد أن قام الرئيس يون سوك يول بتفقد موقع حادث الفيضان شخصيًا في جواناك جو بسيول يوم 9 أغسطس، فقد ترأس اجتماعًا طارئًا للتعامل مع الأمطار الغزيرة في المجمع الحكومي في سيجونج.
زار رئيس الوزراء هان ديوك سو مركز سيول هانغانغ للسيطرة على الفيضانات وقرية كوريونغ ومحطة دونججاك في 9 أغسطس للتحقق من حالة التعافي من الأضرار.
أعلن المقر المركزي لتدابير مكافحة الكوارث والسلامة برئاسة وزير الداخلية والسلامة لي سانغ مين للوكالات الإدارية والشركات العامة الموجودة في منطقة العاصمة أنه سيعدل ساعات العمل إلى 11 صباحًا في 9 أغسطس، وطلب من الشركات الخاصة تعديل ساعات العمل بشكل فعال.

### رئيس الحكومة المحلية
عاد عمدة سيول أوه سي هون إلى مجلس مدينة سيول في الساعة 9:55 مساءً بعد تأكيد أضرار الفيضانات في 8 أغسطس وتلقى تقريرًا عن أضرار الفيضانات من مكتب الإجراءات المضادة لأضرار الفيضانات. في 9 أغسطس قام بزيارة موقع الأضرار الناجمة عن الفيضانات في مجمع سكني في دونغجاك سيول.
زار حاكم كيونغ جي دو كيم دونغ يون موقع الأضرار الناجمة عن الفيضانات في غوغي دونغ ويونغين وكيونجي دو في 9 أغسطس وتفقد حالة الأضرار من خلال زيارة مرفق الإسكان المؤقت لضحايا غوانغميونغ.
حضر رئيس بلدية غوانغجو بانغ سي هوان الاجتماع الطارئ لمقر غوانغجو لتدابير السلامة ومكافحة الكوارث في الصباح الباكر من اليوم التاسع وزار موقع الضرر.

### الدولية
في 10 أغسطس أعرب الأمين العام لـ الأمم المتحدة أنطونيو جوتيريس عن تعازيه في ضحايا الفيضانات. في اليوم نفسه أرسل رئيس الوزراء الياباني فوميو كيشيدا رسالة قال فيها: «أشعر بحزن عميق بسبب الأمطار الغزيرة في كوريا وأتمنى الشفاء العاجل».